# West Indian Girl
West Indian Girl es una banda de rock de Los Ángeles (Estados Unidos), quienes lanzaron su primer álbum –autotitulado– en agosto del 2004 con el sello Astralwerks. La música de la banda tiene influencias de la costa de California, que es donde la banda reside. También de bandas de música psicodélica de la década de 1960.
El nombre del grupo viene de un tipo de ácido que fue popular a principios de los 60s. El video de "What Are You Afraid Of" ha tenido alta rotación en el show "Subterrenean" de MTV2.
La banda recientemente lanzó "Remix EP", el cual incluye remezclas de su primer álbum. Actualmente se encuentran trabajando en un segundo álbum cuyo título aún se desconoce. Se espera que esté disponible en mayo del 2007.

## Integrantes
Actuales Miembros
- Robert James (voz, guitarra)
- Francis Ten (bajo)
- Amy White (teclados, voz)
- Jesper Kristensen (batería)

Antiguos Miembros
- Chris Carter (teclados) (2004-2005)
- Nathan Van Hala (teclados) (2006-2009)
- Mariqueen Maandig (voz) (2004-2009)
- Mark Lewis (batería) (2004-2009)

## Discografía
- West Indian Girl (2004)
- 4th & Wall (2007)

- Datos: Q4053059